# Казанка (Шарлицький район)
Каза́нка (рос. Казанка) — село у складі Шарлицького району Оренбурзької області, Росія.

## Населення
Населення — 468 осіб (2010; 535 у 2002).
Національний склад (станом на 2002 рік):
- росіяни — 93 %